# Hirakata-juku

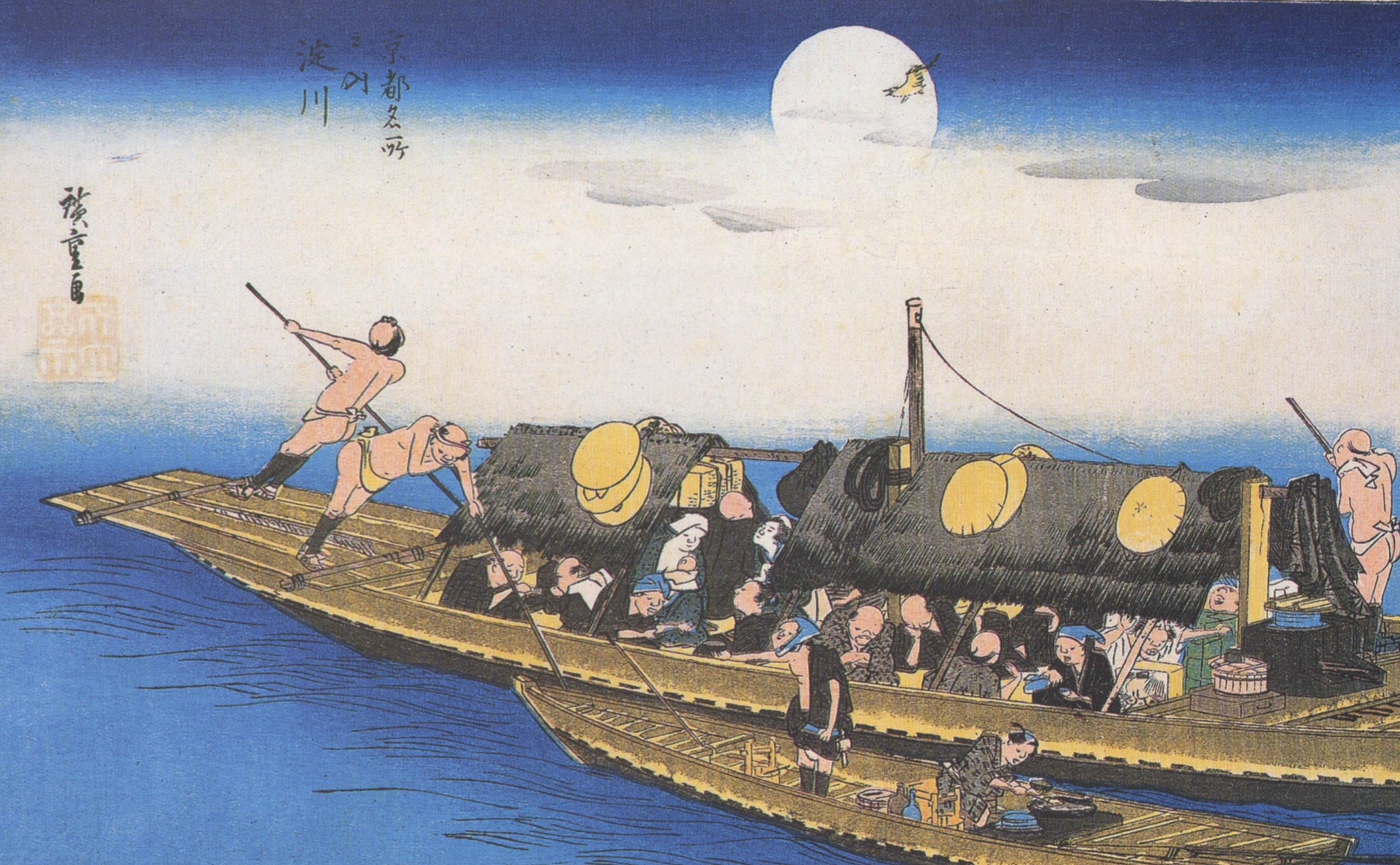
Bateau descendant le fleuve Yodo vers Osaka.

Hirakata-juku (枚方宿, Hirakata-juku) était la troisième station du Ōsaka Kaidō (ou la cinquante-sixième des cinquante-sept stations du Tōkaidō). Elle se trouvait dans l'actuelle ville de Hirakata, préfecture d'Osaka au Japon. C'était une ville prospère le long de la rivière Yodo, dont subsistent encore quelques éléments de nos jours.

## Histoire
Hirakata fut créée en 1596 sur l'ordre de Toyotomi Hideyoshi. Bien que développée pour d'autres raisons, elle devint une shukuba, un relais, quand Tokugawa Ieyasu étendit la route Tōkaidō par la création du Ōsaka Kaidō en 1601. On disait en 1758 que le Tōkaidō s'étendait de Shinagawa-juku à Moriguchi-juku, et Hirakata-juku était encore considérée comme faisant partie du Tōkaidō en 1789. Comme cette station est située approximativement à mi-distance entre Osaka et Kyoto, c'était une intersection essentielle pour les voyageurs. Sa prospérité ne tenait cependant pas seulement à son activité de ville-étape mais aussi à son activité portuaire sur le fleuve Yodo.
Ceux qui traversaient Hirakata-juku à l'occasion du sankin kōtai étaient généralement des descendants directs de Ieyasu, y compris le fudai daimyo. Quand, en 1841, Tokugawa Nariyuki prit part au sankin kōtai, il amena avec lui 1 639 guerriers, 2 337 serviteurs et 103 chevaux. C'était un déplacement d'une telle importance que les représentants du clan voyageaient des mois à l'avance pour ordonner les préparatifs.
À partir de l'ère Meiji, les lignes de chemins de fer se développèrent, ce qui eut un effet négatif sur l'économie de la station. La ligne JR Kyoto (créée originellement en 1876) et la Keihan Electric Railway (créée en 1910) ont fourni des moyens de transport plus rapides et moins onéreux par rapport aux bateaux sur le Yodo.

## Description de la station
Hirakata-juku se trouvait dans les quartiers Okashin-machi, Oka, Mitsuya et Yongamura de la ville moderne de Hirakata. Elle était éloignée d'environ 24 km de Kyoto et 20 km d'Osaka. Les routes de la station faisaient à peu près 1 447 m de long et 4,5 m de large. C'était une shukuba longue et étroite limitée au nord par le Yodo, au sud par Hirakatagaoka et à l'ouest par le mont Mannenji. À Mitsuya, qui était le centre de la ville-relais, il y avait une honjin et deux honjin secondaires en plus des nombreux autres bâtiments pour les voyageurs, qu'ils vinssent par terre ou par mer.

## Stations voisines
Ōsaka Kaidō (extension de la Tōkaidō)
Yodo-juku - Hirakata-juku - Moriguchi-juku